# Norbert Reetz
Norbert Reetz (* 30. November 1938 in Düsseldorf) ist ein deutscher Wirtschaftswissenschaftler und Hochschullehrer.

## Leben und Wirken
Norbert Reetz studierte von 1958 bis 1960 zunächst Germanistik, Theologie und Mathematik an der Universität Bonn, von 1960 bis 1964 dann Volkswirtschaftslehre an der Universität Münster. In Münster legte er 1964 die Prüfung zum Diplom-Volkswirt ab. Anschließend war er als wissenschaftlicher Assistent tätig, zunächst am Volkswirtschaftlichen Seminar der Technischen Universität Hannover (1964), dann an der Technischen Universität Karlsruhe (1964 bis 1967) und schließlich am Institut für Finanzwissenschaft der Universität Göttingen (1967 bis 1971). In Göttingen erfolgte 1970 die Promotion zum Dr. rer. pol. bei Erwin Scheele. Von 1971 bis 1978 arbeitete Reetz als Assistent am Lehrstuhl von Erwin Scheele, der inzwischen an die Eberhard Karls Universität Tübingen gewechselt war. In Tübingen habilitierte er sich 1975 und erhielt die Lehrbefugnis für das Fach Volkswirtschaftslehre. 1978 wurde er zum außerplanmäßigen Professor ernannt. Nach einer Lehrstuhlvertretung an der Universität Heidelberg (1978/79) erhielt Reetz den Lehrstuhl für Allgemeine Theorie der Volkswirtschaft an der Hochschule St. Gallen und wurde dort Direktor der Forschungsgemeinschaft für Nationalökonomie. Im Jahre 2003 trat er dort in den Ruhestand.
2009 erhielt Reetz die Ehrendoktorwürde der Technischen Universität in Liberec, wo er als Gastprofessor tätig war.

## Veröffentlichungen (Auswahl)
- Produktionsfunktion und Produktionsperiode. Kritische Darstellung des Produktionsperioden-Modells BÖHM-BAWERKschen Typs und Vergleich mit der neoklassischen Produktionstheorie. Schwartz, Göttingen 1971, ISBN 3-509-00571-6 (Dissertation Universität Göttingen).
- Wachstum, Kreislaufgleichgewicht und Vollbeschäftigung. Zum Problem der Stabilität des "Harrod-Domar-Modells". In: Zeitschrift für Wirtschafts- und Sozialwissenschaften, Jg. 1975, H. 3, S. 239–260.
- Zeitlicher Produktionsablauf und Kapitalakkumulation. Schwartz, Göttingen 1976, ISBN 3-509-00978-9 (Habilitationsschrift Universität Tübingen).
- Gesamtwirtschaftliche Produktionstheorie und technischer Fortschritt. Vorlesung. Bd. 1. Surbir, Bielefeld 1976.
- Theorie der Außenwirtschaft. Surbir, Bielefeld 1976.
- Wohlfahrtstheorie. Vorlesung. Bd. 1. Surbir, Bielefeld 1976.
- Vollbeschäftigung, Preisstabilität und außenwirtschaftliches Gleichgewicht bei direktem internationalem Preiszusammenhang. Eine makroökonomische Studie. In: Jahrbücher für Nationalökonomie und Statistik, Bd. 191 (1976), H. 1/2, S. 52–71.
- Produktionstheorie. Vorlesung. 2. Aufl. Surbir, St. Gallen 1980.
- Österreichische Kapitaltheorie, neoklassisches Wachstum und Konjunktur. In: Swiss journal of economics and statistics, Bd. 120 (1984), S. 1–30.
- Konjunktur und Wachstum. 5. Aufl. Surbir, St. Gallen 1987.
- Wachstumsgleichgewicht und Verteilungsspielraum in einer kleinen offenen Volkswirtschaft. In: Swiss journal of economics and statistics, Bd. 125 (1989), S. 19–42.
- Grundzüge einer makroökonomischen Theorie. 5. Aufl. Surbir, St. Gallen 1990.
- Grundzüge der mikroökonomischen Theorie. 5. Auf. Surbir, St. Gallen 1991.
- Reine Theorie der Außenwirtschaft. Surbir, St. Gallen 1995.